# Єгерська дивізія «Альпен»
Єгерська дивізія «Альпен» (нім. Jäger-Division Alpen) — єгерська піхотна дивізія Вермахту за часів Другої світової війни.

## Історія
Єгерська дивізія «Альпен» сформована 25 березня 1944 року з мобілізованих у ході 34-ї хвилі призову на території VII військового округу, згодом передана до XVIII військового округу. Солдати дивізії несли службу на кордоні з Францією. Після низки боїв у відповідності до наказу Верховного командування від 28 березня 1945 року № OKH/Org.Abt. I / 1708/45 g.K. v. 28.3.45 вояки дивізії були передані на доукомплектування 2-ї гірсько-піхотної та 212-ї фольксгренадерської дивізій.

## Райони бойових дій
- Німеччина (березень — травень 1945).

## Командування

### Підпорядкованість
| Час     | Корпус           | Армія      | Група армій (округ) | Штаб      |
| ------- | ---------------- | ---------- | ------------------- | --------- |
| 1945    |                  |            |                     |           |
| квітень | XIII-й корпус СС | 1-ша армія | Група армій «G»     | Франконія |

### Склад
| 1945                                   |
| -------------------------------------- |
| 1-й альпійський єгерський полк         |
| 2-й альпійський єгерський полк         |
| Альпійська змішана артилерійська група |
| Альпійська інженерна рота              |
| Альпійська рота винищувачів танків     |